# Лущихин, Михаил Николаевич
Михаил Николаевич Лущихин (14 ноября 1905, Руза, Московская губерния, Российская империя — 5 мая 1978, Фрунзе, Киргизская ССР, СССР) — советский и киргизский учёный в области зоотехники, академик АН Киргизской ССР (1969, член-корреспондент с 1954), член-корреспондент ВАСХНИЛ (1956).

## Биография
Родился Михаил Лущихин 14 ноября 1905 года в Рузе.
Окончив педагогическое училище, Михаил Николаевич работал учителем в подмосковном селе Костино. Решил продолжить обучение далее, поступив в Московский зоотехнический институт и успешно окончив его в 1930 году. Будучи студентом института, Михаил Николаевич работал в хозяйстве Аскания Нова вместе с академиком М. Ф. Ивановым. Там же Михаил Лущихин создал зоотехническую опытную станцию. После окончания института он решил связать свою жизнь со Средней Азией. С 1931 года Михаил Лущихин работал в Среднеазиатском овцеводческом тресте в Ташкенте и Киргизском овцеводческом тресте в Фрунзе.
С 1935 по 1953 год занимал должность заведующего кафедрой частной зоотехники Киргизского сельскохозяйственного института, в 1944 году был избран директором. С 1954 по 1964 год Михаил Николаевич одновременно с этим возглавлял лабораторию генетики и морфологии животных Института зоологии и паразитологии АН Киргизской ССР. С 1964 года до своей смерти занимал должность заведующего лаборатории генетики и морфологии животных Института биохимии и физиологии АН Киргизской ССР.
Скончался 5 мая 1978 года.

## Личная жизнь
Жена Лидия Дмитриевна. В этом браке у них родилось три дочери и сын. В семье Михаила Лущихина всегда царила особая атмосфера благожелательности, честности, трудолюбия и уважительного отношения друг к другу и всем остальным людям. Вместе со своей супругой Михаил Лущихин вырастил целый сад. Все дети Михаила Лущихина получили высшее образование и только Евгения продолжила дело отца. Сын Герман — кандидат геолого-минералогических наук (Москва), дочь Инна — кандидат филологических наук и доцент ЛГУ (Санкт-Петербург), дочь Алла — учительница в средней школе (Москва), дочь Евгения — доктор сельскохозяйственных наук, имеющая ряд научных наград.

## Деятельность
Михаил Лущихин был не только учёным-зоотехником, также сочинял стихи, рисовал маслом картины. Его лекции собирали огромную аудиторию. Известный писатель Чингиз Айтматов, который был по образованию зоотехником и учеником Михаила Лущихина сказал: «Прекрасные, мудрые стихи много прожившего и мудрого человека». Чингиз Айтматов стал известным писателем благодаря заслугам его учителя Михаила Лущихина.

## Научные работы
Основные научные работы посвящены биологии и селекции сельскохозяйственных животных.
- Дал оценку жизнеспособности аборигенных пород.
- Разрабатывал теоретические основы горного тонкорунного овцеводства.
- Разработал теоретические основы рунообразования.
- Создал новую тонкорунную породу овец — киргизскую.
- Создал теорию адаптации к экстремальным условиям содержания.

## Память
- Именем Михаила Лущихина назван гос-племзавод в Кара-Бууринском районе Таласской области.
- Именем Михаила Лущихина названа улица в Бишкеке.
- Именем Михаила Лущихина названа кафедра частной зоотехники в КНАУ имени К. И. Скрябина.

## Награды и премии
- 1936 — орден «Знак Почёта».
- 1946 — Орден Трудового Красного Знамени.
- 1947 — Заслуженный деятель науки Киргизской ССР и орден «Знак Почёта».
- 1951 — орден «Знак Почёта».
- 1966 — Орден Трудового Красного Знамени.
- 1975 — Орден Дружбы народов.
- 2001 — Почётная золотая медаль Президента Кыргызской Республики «За выдающиеся научные достижения в XX столетии» (посмертно)[1]
- Две медали СССР.
- Четыре почётные грамоты президиума ВС Киргизской ССР.